# Emmelie de Forest
Emmelie Charlotte-Victoria de Forest (n. 28 februarie 1993, Randers), cunoscută mai ales ca Emmelie de Forest, este o cântăreață–cantautoare daneză de muzică pop și folk. Ea a reprezentat Danemarca la Concursul Muzical Eurovision 2013 din Malmö, Suedia, cu melodia Only Teardrops, câștigând concursul.

## Biografie și activitate muzicală
Emmelie de Forest s-a născut la 28 februarie 1993, dintr-un tată suedez și o mamă daneză.
A început să cânte la numai 9 ani, apoi cântă alături de mama sa în corul Steve Cameron Gospel timp de câțiva ani. La 14 ani a colaborat cu cântărețul scoțian Fraser Neill. Colaborarea a inclus și participarea la mai multe festivaluri muzicale și un album intitulat Emmelie de Forest and Fraser Neill, fiind vândute 100 de copii ale acestuia. În 2011, la vârsta de 18 ani, s-a mutat la Copenhaga unde a absolvit cursuri de canto.
În 2013 a făcut parte din cei 10 concurenți care au participat în selecția națională din Danemarca, ca apoi pe 26 ianuarie 2013 să câștige selecția cu melodia Only Teardrops.

## Discografie

### Albume
| Titlu          | Detalii album                                                                                 | Poziții în topuri | Poziții în topuri | Poziții în topuri | Poziții în topuri |
| Titlu          | Detalii album                                                                                 | DEN               | BEL               | SWE               | UK                |
| -------------- | --------------------------------------------------------------------------------------------- | ----------------- | ----------------- | ----------------- | ----------------- |
| Only Teardrops | - Lansat: 6 mai 2013 - Label: Universal Music Denmark - Formate: CD, CD/DVD, Digital download | 4                 | 140               | 32                | 148               |

### Single-uri
| 2013                                                                         | "Only Teardrops" | 1 | 47 | 7 | 11 | 5  | 5  | 4 | 3  | 3  | 15 | - DEN: 2× Platinum | Only Teardrops |
| 2013                                                                         | "Hunter & Prey"  | – | –  | – | –  | –  | –  | – | –  | –  | —  |                    | Only Teardrops |
| 2014                                                                         | "Rainmaker"      | 1 | –  | – | –  | 58 | 65 | – | 23 | 74 | 73 | - DEN: Gold        | TBA            |
| 2014                                                                         | "Drunk Tonight"  | – | –  | – | –  | –  | –  | – | –  | –  | –  |                    | TBA            |
| "—" denotes single that did not chart or was not released in that territory. |                  |   |    |   |    |    |    |   |    |    |    |                    |                |

## Dublare
- 2014 – Ra.One (Desi/Dawsal; voce)